# NGC 6331
NGC 6331 (другие обозначения — MCG 13-12-15, ZWG 355.24, DRCG 35-49, PGC 59513) — эллиптическая галактика (E) в созвездии Малая Медведица.
Этот объект входит в число перечисленных в оригинальной редакции «Нового общего каталога».